# Carne asada
La carne asada è una pietanza della cucina messicana a base di carne, generalmente di pancia di manzo, che viene marinata con delle spezie (aglio, coriandolo, ecc) per un massimo di 4 ore e poi cotta sulla griglia. Viene spesso servita con guacamole, cipolle grigliate, fagioli neri, riso e tortillas, meno frequentemente come farcitura di un burrito.
Questo piatto viene preparato comunemente nel nord e nell'ovest del Messico (negli stati di Sonora, Baja California, Baja California Sur, Coahuila, Sinaloa, Chihuahua, Nuevo León, Durango, Tamaulipas, e San Luis Potosí) e nel sudovest degli Stati Uniti (specialmente in California, Arizona, Nuovo Messico e Texas). Viene venduto nei negozi di carne messicani, chiamati carnicerías.